# 프란시스 하이랜드
프랜시스 하일런드(Frances Hyland, 1927년 4월 25일 ~ 2004년 7월 11일)는 캐나다의 배우이다.
서스캐처원주에서 태어났으며 토론토에서 사망하였다.

## 출연 작품

### 영화
- Home to Stay (1978)
- 더 체인질링 (1980) - 엘리자베스 그레이 역
- 해피 버스데이 투 미 (1981)
- 심야의 추적 (1993, Survive the Night)
- 로터스 이터스 (1993, The Lotus Eaters)
- 뮤직 박스의 비밀 (1994, Broken Lullaby)
- 스트레인저 (1995)
- 데스 콜 (1995, When The Dark Man Calls)
- 생사 게임 (1997, A Prayer in the Dark)

### 텔레비전
- The Albertans (1979)
- 에이번리로 가는 길 (1990-95)